# كأس ج 2016
كأس ج 2016 أو كأس ج الدولية 2016 هي النسخة الثانية من البطولة المدرسية ، والدولة الفائزة هي السودان والمركز الثاني كانت جزر القمر .

## خروج المغلوب

### النهائي
| النهائي | السودان | 2–2 (4–3 ج) | جزر القمر | الدوحة |

## روابط خارجيه
- قناة ج على اليوتيوب